# Wonderful (Madness)
Wonderful is het zevende studioalbum van de Britse ska-popband Madness. Het werd in 1999 op Virgin uitgebracht en betekende de officiële comeback van de nutty boys die zeven jaar eerder weer bijeenkwamen naar aanleiding van de succesvolle hitverzamelaar Divine Madness.

## Achtergrond
Wonderful werd in de eerste helft van 1999 opgenomen met vaste producers Clive Langer en Alan Winstanley. De release stond gepland voor september 1999, maar na een wijziging van de tracklist (waarin het door Carl 'Chas Smash' Smyth gezongen titelnummer sneuvelde) werd dit uitgesteld tot 1 november. Het album kreeg gemengde recensies en haalde in Engeland de 17e plaats. Dit werd als een tegenvaller gezien na het top 10-succes van de eerste single Lovestruck. Critici, zowel binnen als buiten de fanbasis, beweerden dat de bandleden en de producer voorbij gingen aan de veranderingen in de muziekindustrie en in hun eigen levens.
In 2010 verscheen de luxe heruitgave met de videoclips van Lovestruck, Johnny the Horse, Drip Fed Fred (duet met Ian Dury) en een bonus-cd die de periode 2000-2002 vertegenwoordigt.

## Tracklijst
1. "Lovestruck" (Lee Thompson, Mike Barson)
2. "Johnny the Horse" (Cathal Smyth)
3. "The Communicator" (Graham McPherson, Smyth)
4. "4 am" (McPherson, Barson)
5. "The Wizard" (Smyth)
6. "Drip Fed Fred" (Thompson, Barson)
7. "Going to the Top" (Barson)
8. "Elysium" (Thompson, Daniel Woodgate)
9. "Saturday Night Sunday Morning" (McPherson)
10. "If I Didn't Care" (Jack Lawrence)
11. "No Money" (Thompson, Woodgate, Nick Woodgate)

### Heruitgave uit 2010
Disc 1 bevat de volgende extra's:
1. "Lovestruck" [videoclip]
2. "Johnny the Horse" [videoclip]
3. "Drip Fed Fred" [videoclip]

Disc 2 bevat de volgende bonustracks:
1. "You're Wonderful" [remix] [bonustrack] (Smyth)
2. "Round and Round" [B-kant "Lovestruck"] (Thompson, Barson)
3. "We Are Love" [B-kant "Lovestruck"] (Smyth)
4. "Johnny the Horse" [radio edit] (Smyth)
5. "I Was the One" [B-kant "Johnny the Horse"] (Barson)
6. "Dreaming Man" [B-kant "Johnny the Horse"] (Smyth, Chris Foreman)
7. "Light of the Way" [B-kant "Drip Fed Fred"] (Smyth)
8. "We Want Freddie" [B-kant "Drip Fed Fred"] (Thompson, Barson)
9. "Drip Fed Fred" [The Conspiracy Mix] [singleversie] (Thompson, Barson)
10. "Maddley" [B-kant "Lovestruck" album sampler] (McPherson, Smyth, Barson, Thompson, Woodgate)
11. "Simple Equation" ["Our House" musical] (McPherson, Foreman)
12. "Sarah's Song" ["Our House" musical] (Thompson, Barson)
13. "It Must Be Love" [2002 mix] ["Our House" musical] (Labi Siffre)
14. "My Old Man" [Brand New Boots and Panties Ian Dury tribute album] (Ian Dury, Steve Nugent)